# Contea di Yimen
La contea di Yimen (易门县S, Yìmén XiànP) è una contea della Cina, situata nella provincia di Yunnan e amministrata dalla prefettura di Yuxi.